# Hanna (Wyoming)
Hanna is een plaats (town) in de Amerikaanse staat Wyoming, en valt bestuurlijk gezien onder Carbon County.

## Demografie
Bij de volkstelling in 2000 werd het aantal inwoners vastgesteld op 873. In 2006 is het aantal inwoners door het United States Census Bureau geschat op 857, een daling van 16 (-1,8%).

## Geografie
Volgens het United States Census Bureau beslaat de plaats een oppervlakte van 5,3 km², geheel bestaande uit land. Hanna ligt op ongeveer 2078 m boven zeeniveau.

## Plaatsen in de nabije omgeving
De onderstaande figuur toont nabijgelegen plaatsen in een straal van 88 km rond Hanna.